# Festuca summilusitana
Festuca summilusitana é uma espécie de planta com flor pertencente à família Poaceae. 
A autoridade científica da espécie é Franco & Rocha Afonso, tendo sido publicada em Boletim da Sociedade Broteriana 54: 94. 1980 (1981).

## Portugal
Trata-se de uma espécie presente no território português, nomeadamente em Portugal Continental.
Em termos de naturalidade é endémica da Península Ibérica.

## Protecção
Encontra-se protegida por legislação portuguesa ou da Comunidade Europeia, nomeadamente pelo Anexo II e IV da Directiva Habitats.